# 라파엘 나달
라파엘 나달 파레라(스페인어: Rafael Nadal Parera, 1986년 6월 3일~)는 스페인의 프로 테니스 선수이다. 그랜드 슬램 단식에서 22회 우승하였으며, 2008년 베이징 올림픽 테니스 남자 단식에서도 금메달을 획득했다. 또한 ATP 월드 투어 마스터스 1000 시리즈 대회에서도 35회 우승했으며, 스페인이 데이비스 컵에서 우승했던 2004, 2008, 2009년, 2011년, 그리고 2019년 당시 스페인 대표팀으로 활약했다.
또한 그는 2022년 호주 오픈 우승으로 21번째 그랜드슬램 타이틀을 달성했다.
이는 로저 페더러와 노박 조코비치의 20회 그랜드슬램을 넘어선 역대 최다 메이저대회 우승 기록이다.
그는 2010년 세 개의 클레이 코트 마스터스 1000 대회(몬테카를로, 로마, 마드리드) 및 클레이 코트 그랜드 슬램 대회인 프랑스 오픈에서 모두 우승하면서 이른바 ‘레드 슬램’(red slam)을 달성했다. 클레이 코트 경기에서 놀라울 정도로 강한 면모를 보이는 그는 ‘클레이의 제왕’(the king of clay)라는 별칭을 갖고 있으며, 모든 전문가들은 그를 역대 최고의 클레이 코트 플레이어로 꼽는다.
그는 2008년 프랑스 오픈에서 우승하면서 이 대회 4년 연속 우승(2005-2008년) 기록을 세웠으며 이것은 70년대 남자 테니스계의 최강자 중 한 명이었던 스웨덴의 비외른 보리의 기록과 타이를 이루는 것이다. 또한 2008년 윔블던에서 라이벌 로저 페더러를 꺾고 우승하면서 윔블던에서 우승한 두 번째 스페인 선수가 되었으며, 이렇게 2008년 프랑스 오픈과 윔블던을 모두 우승하면서 오픈 시대 이래로 한 해에 프랑스 오픈과 윔블던에서 모두 우승한 역대 세 번째 선수가 되었다. 2009년에는 호주 오픈에서 우승하면서 스페인 최초의 호주 오픈 우승자가 되었으며, 또한 지미 코너스, 매츠 빌랜더, 안드레 애거시 이후 한 해에 그랜드 슬램 대회 중 세 가지 종류의 코트(하드, 클레이, 잔디)에서 모두 우승한 네 번째 남자 선수가 되었고, 아울러 동시에 세 가지 다른 종류 코트의 그랜드 슬램 타이틀을 모두 보유한 최초의 선수가 되었다. 2010년에는 US 오픈까지 재패하면서 역대 최연소 커리어 그랜드 슬램을 달성하였으며(만 24세), 또한 안드레 애거시 이후 두 번째로 커리어 골든 슬램(4개 그랜드 슬램 대회 우승 및 올림픽 금메달 획득)을 달성한 선수가 되었다. 2017년에는 프랑스 오픈에서 열 번째 우승컵을 거머쥐면서 이 대회 최다 우승 및 최다 연속 우승(5회) 기록, 그리고 단일 그랜드 슬램 대회 최다 우승 기록을 보유하게 되었다.

## 생애
나달은 스페인 마요르카 마나코르에서 아버지 세바스찬 나달(Sebastián Nadal)과 어머니 아나 마리아 파레라(Ana María Parera) 사이에서 태어났다. 여동생 마리아 이사벨 나달 파레라가 있으며 그의 아버지는 레스토랑과 유리제품 생산업체를 운영한다(마요르카 섬은 유리 공예로 유명하다). 그의 삼촌인 미겔 앙헬 나달(Miguel Ángel Nadal)은 은퇴한 전 스페인 축구 국가대표 출신이자 RCD 마요르카(Mallorca), FC 바르셀로나(Barcelona) 팀에서 뛰었던 축구 선수였다. 다른 삼촌인 토니 나달(Toni Nadal)은 프로 테니스 선수 출신으로, 나달이 세살 이었을 때 처음 그에게 테니스를 가르치기 시작하여 현재까지 코치 역할을 맡고 있다.
토니는 나달이 어렸을 때 테니스에 천부적인 재능이 있음을 이미 알아 보았다. 나달은 여덟 살 때 11세 이하 지역 유소년 테니스 대회에 출전하여 우승하였으며, 한편으로는 촉망받는 축구 선수이기도 했다. 이때부터 토니는 나달을 맹훈련 시켰다. 또한 나달이 포핸드를 양손으로 치는 것을 보고 그에게 왼손으로 플레이할 것을 주문했고, 이에 나달은 원래 오른손잡이였으나 이 조언을 받아들여 왼손잡이와 같이 플레이하기 시작했다. 나달은 열두 살이 되던 해에 그의 연령대에 해당하는 스페인 및 유럽 유소년 대회에서 각각 우승했으며, 이때까지도 테니스와 축구를 병행하고 있었다. 나달의 아버지는 그가 학교 공부에 소홀해지지 않도록 축구와 테니스 중 한 가지만을 선택하게 했다. 이에 나달은 '테니스를 할래요. 축구는 당장 그만두겠어요.'라고 대답했다.
그가 14세가 되었을 때, 스페인 테니스 협회는 나달에게 마요르카를 떠나 바르셀로나에서 테니스를 배울 것을 권했다. 그래야 나달의 실력을 더욱 향상시킬 수 있다는 것이었다. 나달의 가족은 이 권고를 거절했는데, 부분적으로는 나달의 학교 공부에 해가 될 것을 우려하였기 때문이기도 했지만 주된 이유는 토니 나달이 이렇게 말했기 때문이다. '나는 뛰어난 운동선수가 되기 위해 미국 같은 곳에 가야만 한다고 생각하지 않아요. 여기서도 충분히 잘 할 수 있습니다.' 고향에 남는다는 것은 협회로부터의 재정적인 지원이 줄어든다는 것을 의미했다. 이에 나달의 아버지가 부족한 비용을 충당했다.
2001년 5월 나달은 전 그랜드 슬램 우승자인 팻 캐시를 클레이 코트 연습 경기에서 꺾었다. 그리고 16살이 되던 해에는 세계 랭킹 50위권에 진입했다.

## 선수 경력

### 2002 ~ 2004년
2002년 4월, 세계 랭킹 762위였던 나달은 라몬 델가도를 물리치면서 생애 처음으로 ATP 대회에서 승리를 거두었다. 당시 그의 정확한 나이는 15세 10개월이었으며, 이로써 오픈 시대 이래 16세 이전에 투어에서 우승한 아홉 번째 선수가 되었다.
2003년 나달은 두 개의 챌린저 대회에서 우승하면서 연말 랭킹 50위권에 진입하였다. 이 해에 생애 처음으로 참가한 윔블던에서 그는 3회전에 진출하면서 1984년 보리스 베커 이후로 윔블던 3회전에 진출한 최연소 남자 선수가 되었다.
2004년 나달은 플로리다주 키 비스케인에서 열린 나스닥-100 오픈에서 처음으로 로저 페더러(당시 세계 랭킹 1위)를 만나 무실세트로 승리를 거두었다. 그러나 대회 직후 왼쪽 발목의 피로 골절로 인해 프랑스 오픈을 포함한 대부분의 클레이 코트 시즌 대회에는 참가하지 못하였다. 이 해 데이비스 컵 스페인 국가대표로 출전한 나달은 미국과의 결승에서 당시 세계 랭킹 2위였던 앤디 로딕을 꺾으면서 스페인이 미국에 3-2 승리를 거두며 우승하는 데에 기여하였다. 나달은 세계 랭킹 49위로 이 해를 투어를 마감했다.

### 2005년
2005년 호주 오픈에서 나달은 4회전에 올라 레이튼 휴이트와 5세트 접전을 벌인 끝에 패했다. 2개월 후 마이애미 마스터스에서는 결승까지 진출해 페더러에게 2세트를 먼저 따내며 챔피언십 획득을 2 포인트 앞둔 상황까지 다가갔으나, 결국 3-2로 역전패하면서 준우승을 거뒀다. 이 두 대회에서의 좋은 성적은 톱랭커로서의 그의 가능성을 보여주는 계기가 되었다.
이후 시작된 봄 클레이 코트 시즌에서 나달은 주요 대회를 휩쓸었다. 그는 단식에서 24경기 연승을 거두면서 종전에 안드레 애거시가 세웠던 오픈 시대 10대 선수 최다 연승 기록을 갈아치웠다. 나달은 바르셀로나 오픈에서 우승했으며 몬테카를로 마스터스와 로마 마스터스에서는 2004년 프랑스 오픈 준우승자였던 기예르모 코리아를 연거푸 꺾으면서 우승했다. 이 우승들로 그의 랭킹은 5위까지 상승했으며, 이로 인해 이 대회들 이후 생애 처음으로 출전한 프랑스 오픈에서도 주목 받는 선수가 되었다. 그는 그의 19번째 생일에 페더러와의 프랑스 오픈 준결승전에서 승리했는데, 이 해 페더러를 상대로 승리를 거둔 선수는 나달을 포함해 4명 뿐이었다.(나머지는 마라트 사핀, 리샤르 가스케, 다비드 날반디안) 이틀 후 벌어진 결승전에서 나달은 마리아노 푸에르타에게 승리를 거두면서 1982년 매츠 빌랜더와 1997년 구스타보 쿠에르텐 이후로 프랑스 오픈 생애 첫 출전에서 우승을 거둔 역대 세 번째 선수가 되었다. 또한 1990년 피트 샘프라스가 US 오픈에서 만 19세로 우승한 이후 두 번째로 그랜드 슬램 단식에서 우승한 10대 선수가 되었다. 프랑스 오픈 우승으로 나달의 랭킹은 3위로 뛰어올랐다.
3일 후 벌어진 게리 웨버 오픈 1회전에서 독일의 알렉산더 바스케에게 패하면서 그의 연승 기록도 24경기 연승에서 끝나게 되었다. 이후 출전한 윔블던에서는 2회전에서 룩셈부르크의 질 뮐러에게 패해 탈락했다.
윔블던 이후 나달은 16 연승을 기록하며 3개 대회에서 연속으로 우승하였으며, 이로써 2005년 7월 25일 부로 세계 랭킹 2위에 오르게 되었다.
북미 하드 코트 시즌이 시작되면서 나달은 캐나다 마스터스 결승에서 안드레 애거시를 꺾으며 우승했다. 그러나 신시내티 마스터스에서는 1회전에서 탈락했다. US 오픈에 2번 시드로 출전한 나달은 3회전에서 당시 세계 랭킹 49위였던 미국의 제임스 블레이크에게 3-1로 패했다.
9월에 벌어진 차이나 오픈 결승에서 나달은 코리아를 꺾고 우승했다. 또한 이탈리아와의 데이비스 컵 단식 두 경기에 출전하여 모두 승리를 거뒀다. 10월에는 마드리드 마스터스 결승에서 이반 류비치치를 꺾고 우승하면서 그의 이 해 4번째 ATP 마스터스 시리즈 타이틀을 획득했다. 그러나 이 대회 직후 발 부상으로 인해 연말 마스터스 컵 대회에는 출전하지 못했다. 그는 이 해 11개 세트에서 6-0으로 승리하면서 가장 많은 6-0 승리 세트를 기록한 선수에게 주어지는 골든 베이글 어워드를 수상했다. 또한 스페인 선수 중 가장 높은 랭킹을 기록했으며, ATP Most Improved Player of the Year 상도 수상했다.

### 2006년

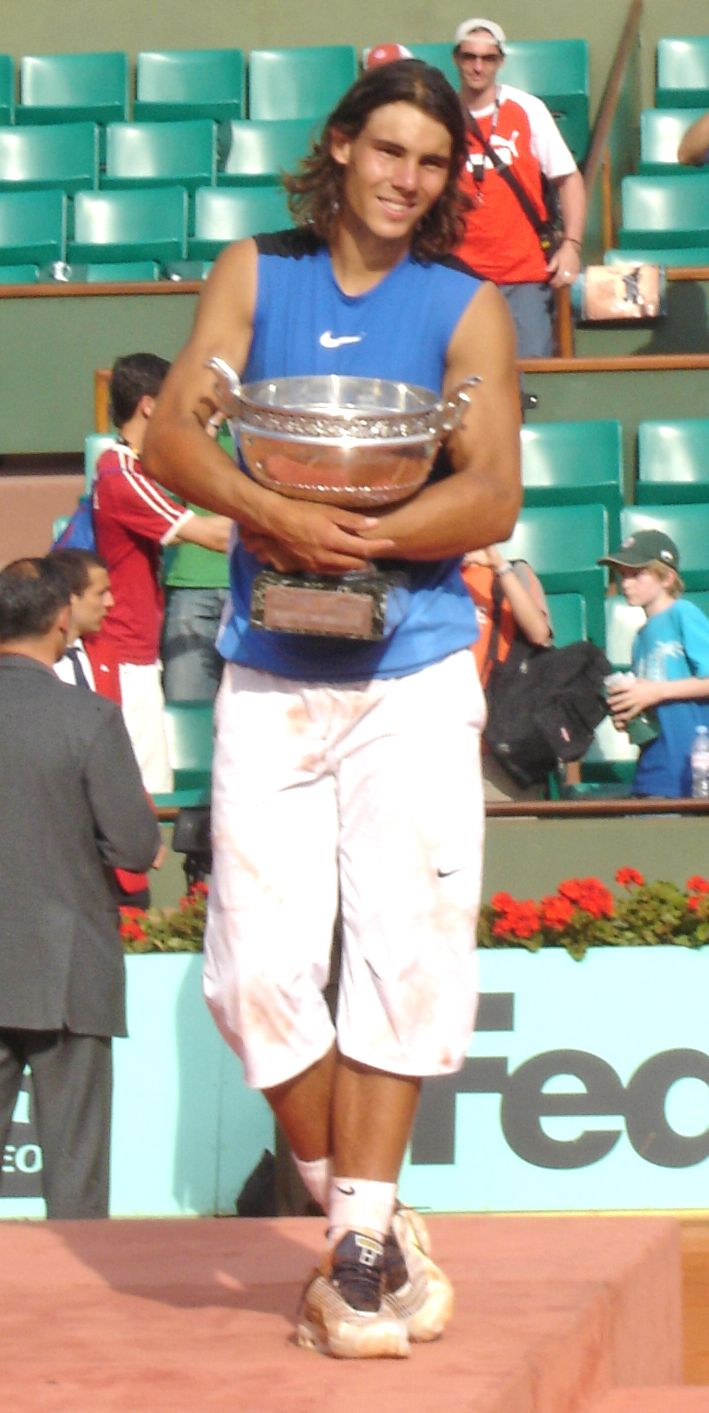
2006년 프랑스 오픈 우승 직후 트로피를 들고 있는 나달.

로저 페더러와의 치열한 경쟁 관계는 2006년에도 계속되었다. 3월에 개최된 두바이 오픈 결승전에서 페더러를 만나 2-6, 6-4, 6-4로 승리했다. 그리고 클레이 코트 시즌 첫 마스터스급 대회인 몬테카를로 마스터스 결승에서 다시 페더러를 만나 6-2, 6-7, 6-3, 7-6으로 이겼다. 그 다음 주 바르셀로나 오픈 결승에서는 토미 로브레도를 꺾고 우승했다. 1주의 휴식 후 출전한 로마 마스터스에서는 결승에서 다시 페더러를 만났으며, 5세트 타이 브레이크까지 가는 접전 끝에 결국 페더러를 누르고 대회 2연패에 성공했다. 당시 결승전에서 나달은 두 번의 매치 포인트 위기를 넘겼으며, 이 대회 우승으로 비외른 보리에 이어 두 번째로 10대에 ATP 대회 16회 우승을 기록한 선수가 되었다.
프랑스 오픈에 출전한 나달은 1회전에서 로빈 쇠델링을 꺾으면서 클레이 코트 53경기 연승 기록을 수립, 기예르모 빌라스가 29년 동안 보유했던 종전 남자 기록을 경신했다. 전년도에 이어 2년 연속 프랑스 오픈 결승에 오른 나달은 결승전 상대로 다시 한번 로저 페더러와 맞붙으면서 세간의 이목을 끌었다. 이 경기에서 두 사람은 1,2 세트를 각각 6-1로 주고 받으며 박빙의 승부를 예고했다. 그러나 예상외로 3세트를 쉽게 따낸 나달은, 4세트에서도 페더러의 서브 게임을 먼저 브레이크하면서 승리를 눈앞에 두는 듯했으나 마지막 서브 게임을 브레이크 당하면서 타이 브레이크에 들어갔다. 4세트 타이 브레이크에서 결국 나달이 승리하며 우승하였고, 그는 그랜드 슬램 결승에서 페더러를 꺾은 최초의 선수가 되었다.
나달은 퀸즈 클럽 챔피언십 4회전에서 레이튼 휴이트와의 경기 도중 어깨 부상을 당했다. 이로 인해 이 경기에서 그는 기권했으며, 그때까지 이어오던 26경기 연승 기록도 끝나게 되었다. 윔블던에 2번 시드로 출전한 나달은 2회전에서 노시드의 예선 통과 선수였던 로버트 켄드릭을 맞아 5세트까지 가는 고전 끝에 어렵게 승리했다. 3회전에서는 당시 세계 랭킹 20위였던 안드레 애거시를 만나 3-0으로 승리했다. 이 경기는 안드레 애거시의 선수 생활 중 마지막 윔블던 경기가 되었다. 나달은 이후 세 개의 경기를 모두 3-0으로 승리하며 생애 최초로 윔블던 결승에 진출, 이 대회 3연패를 이어오고 있던 페더러와 다시 맞닥뜨리게 되었다. 1966년 마누엘 산타나 이후 윔블던 결승에 진출한 첫 스페인 선수였던 나달은, 페더러에게 6–0 7–6(5) 6–7(2) 6–3으로 패했으며 페더러는 대회 4연패에 성공했다.
북미 하드 코트 시즌에 접어들어 나달은 US 오픈 개최 전 두 개의 마스터스 시리즈 대회에 참가하였는데, 캐나다 마스터스에서는 3회전에서, 신시내티 마스터스에서는 8강에서 각각 패하였다. US 오픈에 2번 시드로 출전한 나달은 8강에서 당시 세계 랭킹 54위의 미카일 유즈니에게 4세트만에 패해 탈락하였다.
이후 연말까지 나달은 세 개 대회에 더 출전했다. 스톡홀롬 오픈에서는 2회전에서 당시 세계 랭킹 690위였던 요아킴 요한손에게 6-4, 7-6으로 패했다. 그 다음 주에 열린 마드리드 마스터스에서는 8강에서 토마스 베르디흐에게 패했다. 마스터스 컵에서는 라운드 로빈에서 제임스 블레이크에게 패하고 니콜라이 다비덴코와 토미 로브레도에게 승리하여 2승 1패로 준결승에 진출했으나, 페더러에게 6-4, 7-5로 패했다. 이 패배로 당시 나달의 페더러 상대 전적은 6승 3패가 되었다.
나달은 1994-95년 안드레 애거시의 기록 이후로 2년 연속 세계 랭킹 2위를 기록한 첫 선수가 되었다.

### 2007년

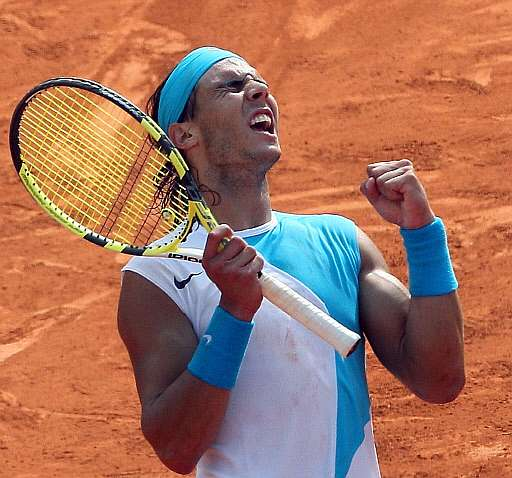
2007년 프랑스 오픈 결승에서의 나달의 모습.

나달은 2007년 초 6개의 하드 코트 대회에 참가했다. 첫 대회에서는 4강까지 진출했으나 두 번째 대회에서는 1회전에서 탈락했다. 호주 오픈에서는 8강에서 이 해 대회 준우승자가 된 페르난도 곤잘레스에게 패했다. 두바이 테니스 챔피언십에서도 미하일 유즈니에게 패하며 역시 8강에 머문 나달은, 그 다음으로 출전한 인디언 웰즈 마스터스에서 우승했다. 마이애미 마스터스에서는 노박 조코비치에게 패하면서 다시 8강에 그쳤다.
하드 코트 시즌 이후 유럽에서 참가한 5개의 클레이 코트 대회에서는 훨씬 더 뛰어난 성적을 거뒀다. 그는 몬테 카를로 마스터스에서 6-4, 6-4로 페더러를 또 한 번 꺾으면서 이 대회 3연속 우승을 기록했다. 이는 1971-73년 우승자였던 일리에 나스타시 이후 최초의 기록이었다. 그는 스페인 바르셀로나에서 열렸던 SEAT 오픈에서 결승전에 올라 기예르모 카냐스를 꺾으며 우승했다. 이어 로마 마스터스에서도 우승한 나달은 이 대회에서 3년 연속 우승을 기록한 최초의 선수가 되었다. 함부르크 마스터스에서는 결승에서 페더러에게 2-6, 6-2, 6-0으로 패해 준우승에 머물렀으며, 클레이 코트 연승 기록은 81연승에서 끝나게 되었다. 이 기록은 단일 종류 코트에서의 남자 선수 연승 기록으로는 오픈 시대 이래 최고 기록이다. 이후 프랑스 오픈 결승에서 페더러를 다시 꺾으면서 이 대회 3년 연속 우승을 기록했다.
SEAT 오픈과 로마 마스터스 사이에 나달과 페더러는 스페인 마요르카에서 ‘배틀 오브 서피스’라는 시범 경기를 갖기도 했다. 이것은 라이벌 관계에 있는 나달과 페더러가 각각 클레이 코트와 잔디 코트에서 가장 강하다는 사실에 착안하여, 반은 클레이이며 반은 잔디 코트로 만들어진 코트에서 경기를 펼친 것이었다. 경기 결과 나달이 승리했다.
나달은 윔블던 개최 직전 런던에서 열리는 퀸즈 클럽 챔피언십에서 2006년과 마찬가지로 8강에서 패했다. 이후 윔블던에서는 결승까지 진출하여 로저 패더러에게 5세트만에 패했다. 페더러가 윔블던에서 5세트까지 경기를 한 경우는 2001년 이후 처음이었다.
7월에는 슈투트가르트에서 열린 메르세데즈 컵 대회에서 우승했는데, 결과적으로 이것이 이 해 그의 마지막 타이틀이 되었다. 이후 캐나다 몬트리얼에서 열린 마스터스 시리즈 대회인 로저스 컵에서는 4강에 머물렀으며, 신시내티 마스터스에서는 1회전에서 탈락했다. 2번 시드로 US 오픈에서는 4회전에서 다비드 페레르에게 패해 탈락했다.
약 한 달 간의 휴식 후 출전한 마드리드 마스터스에서는 8강에서 다비드 날반디안에게 패했다. 상하이에서 열린 연말 마스터스 컵 대회에서는 라운드 로빈 경기에서 2승 1패로 준결승에 진출하였으나, 페더러에게 6-4, 6-1로 패했다.
나달은 이 해 하반기 동안 무릎 부상에 시달렸다. 또한 연말에는 2005년 그가 장기간 휴식을 취할 수밖에 없게 만들었던 발 부상이 재발했다는 루머가 돌기도 했는데, 나달은 이러한 소문을 강하게 부정했던 바 있다.

## 라이벌 관계

### 나달 vs 페더러

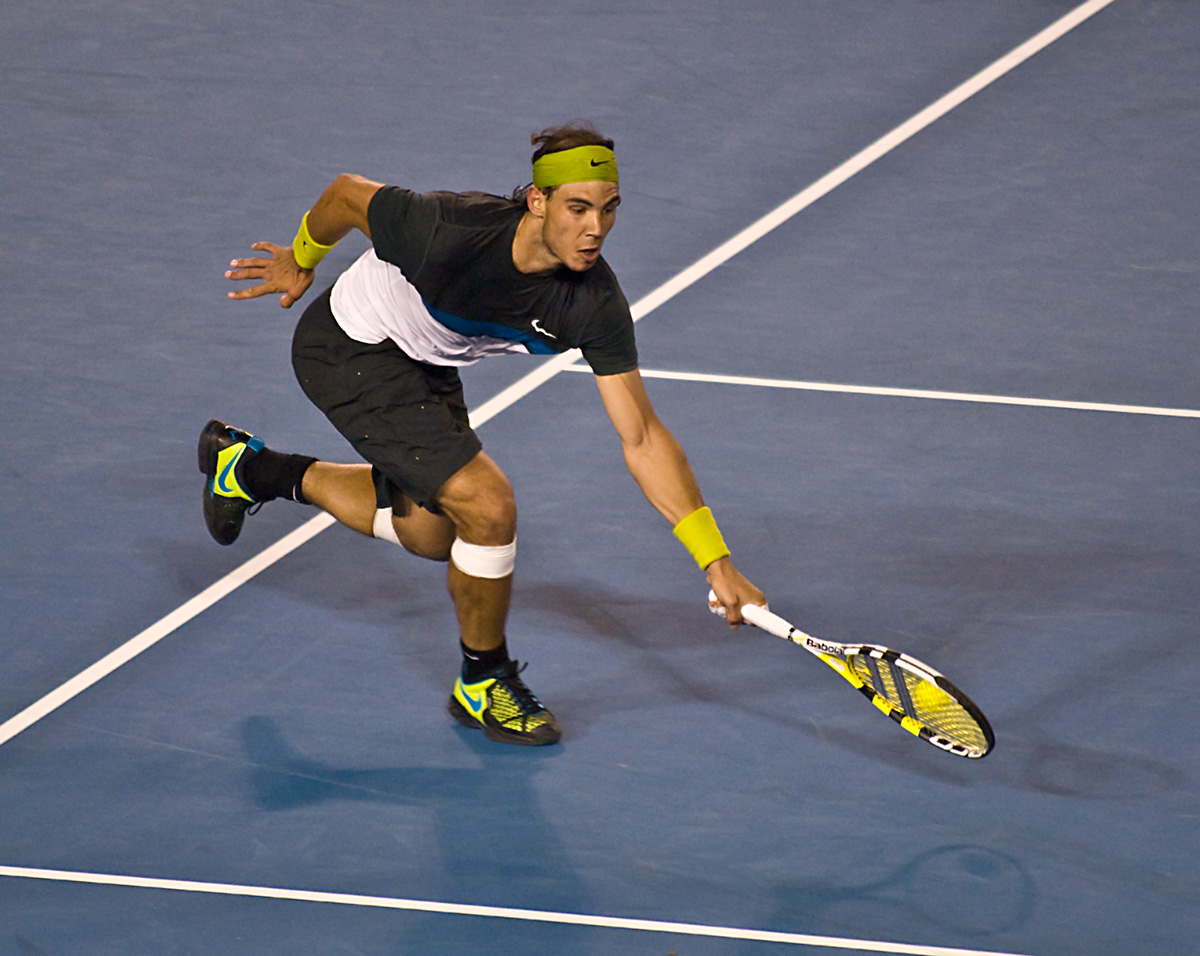
2009년 호주 오픈 결승에서 페더러와 경기 중인 나달.

2004년 이래로 나달과 페더러는 매년 여러 대회에서 경쟁해왔으며, 남자 테니스 역사에 남을 만한 강력한 라이벌 관계를 형성하고 있다.
- 두 사람은 오픈 시대 이래 그랜드 슬램 결승에서 9번 경기를 펼친 유일한 남자 선수들이다. 이 중 나달이 6번의 승리를 거두었으며, 그 중 4번은 클레이 코트인 프랑스 오픈에서의 승리였다. 나머지는 2008년 윔블던과 2009년 호주 오픈에서 각각 한 번씩 승리했다.[28]
- 두 사람의 2008년 윔블던 결승 경기는 많은 비평가들에 의해 테니스 역사상 가장 뛰어난 명경기로 손꼽힌다.[29][30]
- 많은 비평가들은 두 사람을 테니스 역사상 가장 뛰어난 라이벌 관계로 평가한다.[31][32][33][34]
- 나달과 페더러의 상대 전적은 23 대 14로 나달이 앞서고 있으며, 나달이 거둔 23승 중 13승은 그가 선호하는 클레이 코트 경기에서 얻은 것이었다. 코트 종류별로 보면 클레이에서는 나달이 13 대 2, 잔디에서는 페더러가 2 대 1로 앞서고 있으며, 하드 코트에서는 10 대 9로 페더러가 앞서 있다.[35]

### 나달 vs 조코비치
나달과 노박 조코비치는 2017년까지 총 50회 경기를 가졌으며(오픈 시대 최다 기록) 나달이 24승 26패로 열세에 있다. 잔디 코트에서는 2대 1, 클레이 코트에서는 15대 7로 나달이 앞서고 있으며 하드 코트에서는 조코비치가 18대 7로 우세하다. 2009년, ATP는 이 두 선수의 라이벌 관계를 지난 10년 간 있었던 라이벌 관계들 중 3위로 선정했다. 조코비치는 나달을 상대로 10승 이상을 거둔 2명의 선수 중 한 명이며(다른 한 명은 로저 페더러), 나달을 상대로 7번 연속으로, 그리고 클레이 코트에서 2번 연속으로 승리를 거둔 유일한 선수이기도 하다. 두 선수는 2009년 마드리드 오픈 준결승에서 당시 3세트 경기 최장 경기 시간 기록(4시간 3분)을 세웠으며 이 기록은 이후 2012년 하계 올림픽 테니스에서 로저 페더러와 후안 마르틴 델 포트로가 4시간 26분의 경기 시간을 기록하면서 깨졌다.

## 경기 스타일

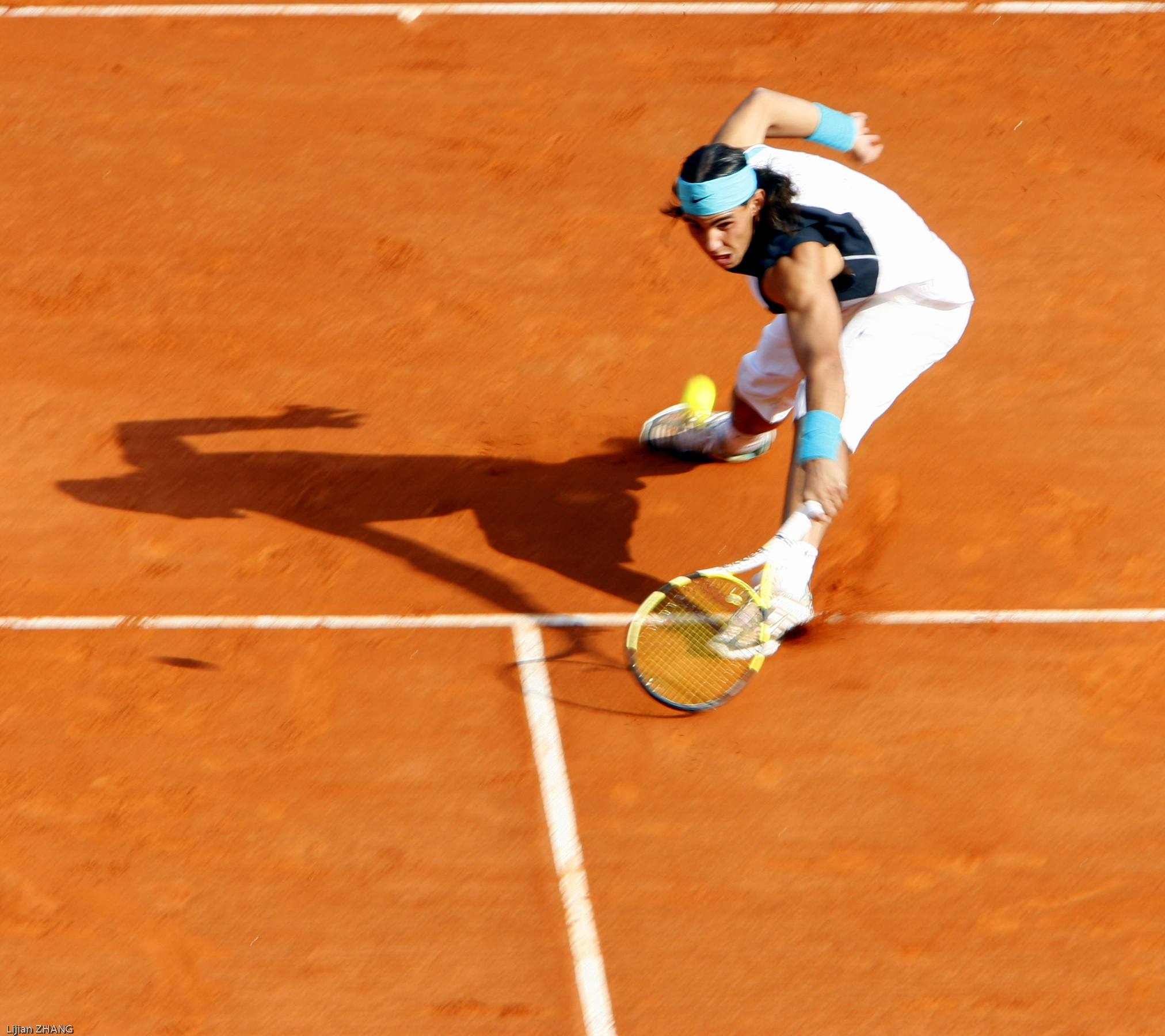
클레이 코트에서 경기 중인 나달.

나달은 강한 탑스핀의 안정적인 스트로크, 빠른 발과 넓은 코트 커버 능력을 바탕으로 베이스라인 뒤에서 공격적인 스트로크로 경기를 풀어나가는 전형적인 베이스라이너 스타일의 플레이를 펼친다. 타고난 운동신경과 빠른 스피드로 유명한 나달은 수비가 특히 뛰어나서, 공을 잡기 위해 빠르게 뛰어가는 상황에서도 매우 정확한 코스로 공을 칠 수 있으며 수세에 몰린 상황에서도 상대의 빈틈을 노려 위닝샷을 만들어내는 능력이 탁월하다. 또한 기본적으로는 베이스라이너 스타일이지만 네트 앞에서의 볼 처리 능력도 뛰어나서, 찬스를 잡으면 상대를 코트 밖으로 뛰게 만드는 깊은 어프로치 샷 이후 각도 큰 앵글 발리 및 드롭샷으로 포인트를 마무리하는 효율적인 네트 플레이를 보여준다. 이와 관련하여 일부 전문가들은 나달의 네트 앞에서 보여주는 정확한 터치와 기술, 그리고 포인트를 마무리하는 능력은 전반적으로 과소평가되는 면이 있다고 평하기도 하였다.
프로 데뷔 초기에는 서브가 나달의 약점으로 지적되곤 했으나, 이후 지속적인 발전을 이뤄 2005년 경 이래로 그의 서브에 의한 득점 및 브레이크 포인트 방어 비율은 꾸준히 증가했다. 덕분에 하드 코트나 잔디 코트 등의 빠른 코트 대회에서의 그의 성적도 계속 향상되었다. 나달은 원래 서브에 의한 득점을 노리기보다는 안정적인 서브에 이은 스트로크 공격으로 서브 게임을 운영하는 스타일이었으나, 2010년 US 오픈 전부터는 서브 그립을 바꾸어 최고 시속 217km에 이르는 더 강력한 서브를 구사하기 시작했으며 서브에 의한 득점도 늘게 되었다.
나달은 프로 데뷔 초부터 보여준 클레이 코트 대회에서의 특히 뛰어난 성적 때문에 흔히 ‘클레이의 제왕’이라고 자주 불렸지만, 실제로는 클레이 코트 뿐만 아니라 다른 종류의 코트에서도 우수한 성적을 보여 왔다. 그는 두 번이나 클레이 코트, 잔디 코트, 하드 코트 그랜드 슬램 타이틀을 동시에 보유했었고 하드 코트 ATP 마스터스 시리즈 대회에서도 5회 우승했으며, 하드 코트 대회인 2008년 베이징 올림픽에서도 금메달을 땄다.
나달은 톱플레이어 중에서도 단연 돋보이는 스피드와 파워로 높은 평가를 받지만, 한편으로는 그러한 격렬한 경기 스타일이 가져올 수 있는 부상의 위험 때문에 언제까지 좋은 성적을 유지할 수 있을 것인지에 대해 우려하는 시각도 있다. 나달 스스로도 하드 코트 경기가 선수의 신체에 가져올 수 있는 부담을 고려하여 ATP 투어의 하드 코트 대회 일정 조정이 필요하다는 의견을 피력했던 바 있다.

## 주요 대회 성적

### 그랜드 슬램 대회
| 대회        | 2003  | 2004  | 2005  | 2006   | 2007   | 2008 | 2009  | 2010 | 2011   | 2012   | 2013  | 2014   | 2015  | 2016  | 2017   | 2018 | 2019   | 2020     | 2021 | 2022 | 통산 우승률 | 통산 승-패 | 통산 승률(%) |
| ----------- | ----- | ----- | ----- | ------ | ------ | ---- | ----- | ---- | ------ | ------ | ----- | ------ | ----- | ----- | ------ | ---- | ------ | -------- | ---- | ---- | ----------- | ---------- | ------------ |
| 호주 오픈   | 불참  | 3회전 | 4회전 | 불참   | 8강    | 4강  | 우승  | 8강  | 8강    | 준우승 | 불참  | 준우승 | 8강   | 1회전 | 준우승 | 8강  | 준우승 | 8강      | 8강  | 우승 | 2/17        | 76–15      | 84           |
| 프랑스 오픈 | 불참  | 불참  | 우승  | 우승   | 우승   | 우승 | 4회전 | 우승 | 우승   | 우승   | 우승  | 우승   | 8강   | 3회전 | 우승   | 우승 | 우승   | 우승     | 4강  | 우승 | 14/18       | 112-3      | 97           |
| 윔블던      | 3회전 | 불참  | 2회전 | 준우승 | 준우승 | 우승 | 불참  | 우승 | 준우승 | 2회전  | 1회전 | 4회전  | 2회전 | 불참  | 4회전  | 4강  | 4강    | 대회취소 | 불참 |      | 2/14        | 53-12      | 82           |
| US 오픈     | 2회전 | 2회전 | 3회전 | 8강    | 4회전  | 4강  | 4강   | 우승 | 준우승 | 불참   | 우승  | 불참   | 3회전 | 4회전 | 우승   | 4강  | 우승   | 불참     | 불참 |      | 4/15        | 64-11      | 85           |
| 승-패       | 3-2   | 3-2   | 13-3  | 17-2   | 20-3   | 24-2 | 15-2  | 25-1 | 23-3   | 14-2   | 14-1  | 16-2   | 11-4  | 5-2   | 23-2   | 21-3 | 24-2   | 11-1     | 9-2  | 14-0 | 20 / 64     | 305-41     | 88.2         |

결승: 30회 (우승 22, 준우승 8)
| 결과   | 연도 | 대회             | 코트   | 상대                  | 스코어                             |
| ------ | ---- | ---------------- | ------ | --------------------- | ---------------------------------- |
| 우승   | 2005 | 프랑스 오픈      | 클레이 | 마리아노 푸에르타     | 6–7(6–8), 6–3, 6–1, 7–5            |
| 우승   | 2006 | 프랑스 오픈 (2)  | 클레이 | 로저 페더러           | 1–6, 6–1, 6–4, 7–6(7–4)            |
| 준우승 | 2006 | 윔블던           | 잔디   | 로저 페더러           | 0–6, 6–7(5–7), 7–6(7–2), 3–6       |
| 우승   | 2007 | 프랑스 오픈 (3)  | 클레이 | 로저 페더러           | 6–3, 4–6, 6–3, 6–4                 |
| 준우승 | 2007 | 윔블던 (2)       | 잔디   | 로저 페더러           | 6–7(7–9), 6–4, 6–7(3–7), 6–2, 2–6  |
| 우승   | 2008 | 프랑스 오픈 (4)  | 클레이 | 로저 페더러           | 6–1, 6–3, 6–0                      |
| 우승   | 2008 | 윔블던 (3)       | 잔디   | 로저 페더러           | 6–4, 6–4, 6–7(5–7), 6–7(8–10), 9–7 |
| 우승   | 2009 | 호주 오픈 (1)    | 하드   | 로저 페더러           | 7–5, 3–6, 7–6(7–3), 3–6, 6–2       |
| 우승   | 2010 | 프랑스 오픈 (5)  | 클레이 | 로빈 쇠델링           | 6–4, 6–2, 6–4                      |
| 우승   | 2010 | 윔블던 (4)       | 잔디   | 토마스 베르디흐       | 6–3, 7–5, 6–4                      |
| 우승   | 2010 | US 오픈          | 하드   | 노박 조코비치         | 6–4, 5–7, 6–4, 6–2                 |
| 우승   | 2011 | 프랑스 오픈 (6)  | 클레이 | 로저 페더러           | 7–5, 7–6(7–3), 5–7, 6–1            |
| 준우승 | 2011 | 윔블던 (5)       | 잔디   | 노박 조코비치         | 4–6, 1–6, 6–1, 3–6                 |
| 준우승 | 2011 | US 오픈 (2)      | 하드   | 노박 조코비치         | 2–6, 4–6, 7–6(7–3), 1–6            |
| 준우승 | 2012 | 호주 오픈 (2)    | 하드   | 노박 조코비치         | 7–5, 4–6, 2–6, 7–6(7–5), 5–7       |
| 우승   | 2012 | 프랑스 오픈 (7)  | 클레이 | 노박 조코비치         | 6–4, 6-3, 2-6, 7–5                 |
| 우승   | 2013 | 프랑스 오픈 (8)  | 클레이 | 다비드 페레르         | 6–3, 6–2, 6–3                      |
| 우승   | 2013 | US 오픈 (3)      | 하드   | 노박 조코비치         | 6-2, 3-6, 6-4, 6-1                 |
| 준우승 | 2014 | 호주 오픈 (3)    | 하드   | 스타니슬라스 바브린카 | 3–6, 2–6, 6–3, 3–6                 |
| 우승   | 2014 | 프랑스 오픈 (9)  | 클레이 | 노박 조코비치         | 3–6, 7–5, 6–2, 6–4                 |
| 준우승 | 2017 | 호주 오픈 (4)    | 하드   | 로저 페더러           | 4–6, 6–3, 1–6, 6-3, 3–6            |
| 우승   | 2017 | 프랑스 오픈 (10) | 클레이 | 스타니슬라스 바브린카 | 6–2, 6–3, 6–1                      |
| 우승   | 2017 | US 오픈 (4)      | 하드   | 케빈 앤더슨           | 6-3, 6-3, 6-4                      |
| 우승   | 2018 | 프랑스 오픈 (11) | 클레이 | 도미니크 팀           | 6–4, 6–3, 6–2                      |
| 준우승 | 2019 | 호주 오픈 (5)    | 하드   | 노박 조코비치         | 3–6, 2–6, 3-6                      |
| 우승   | 2019 | 프랑스 오픈 (12) | 클레이 | 도미니크 팀           | 6–3, 5–7, 6–1, 6-1                 |
| 우승   | 2019 | US 오픈 (5)      | 하드   | 다닐 메드베데프       | 7–6, 6–3, 5-7, 4–6, 6–4            |
| 우승   | 2020 | 프랑스 오픈 (13) | 클레이 | 노박 조코비치         | 6–0, 6–2, 7-5                      |
| 우승   | 2022 | 호주 오픈 (2)    | 하드   | 다닐 메드베데프       | 2-6, 65-77, 6-4, 6-4, 7-5          |
| 우승   | 2022 | 프랑스 오픈 (14) | 클레이 | 카스페르 루드         | 6-1, 6-3, 6-3                      |

### 연말 챔피언십
| 대회       | 2002 | 2003 | 2004 | 2005 | 2006 | 2007 | 2008 | 2009 | 2010   | 2011 | 2012 | 2013   | 2014 | 2015 | 2016 | 우승률 | 승–패 | 승률(%) |
| ---------- | ---- | ---- | ---- | ---- | ---- | ---- | ---- | ---- | ------ | ---- | ---- | ------ | ---- | ---- | ---- | ------ | ----- | ------- |
| ATP 파이널 | DNQ  | DNQ  | DNQ  | 불참 | 4강  | 4강  | 불참 | RR   | 준우승 | RR   | 불참 | 준우승 | 불참 | 4강  | 불참 | 0 / 7  | 16–12 | 57.1    |

결승: 2회 (준우승 2)
| 결과   | 연도 | 대회                     | 코트     | 결승 상대     | 스코어        |
| ------ | ---- | ------------------------ | -------- | ------------- | ------------- |
| 준우승 | 2010 | ATP 월드 투어 파이널     | 하드 (i) | 로저 페더러   | 3–6, 6–3, 1–6 |
| 준우승 | 2013 | ATP 월드 투어 파이널 (2) | 하드 (i) | 노박 조코비치 | 3–6, 4–6      |

### 하계 올림픽

#### 단식
| 결과 | 연도 | 대회                  | 코트 | 상대              | 스코어             |
| 우승 | 2008 | 베이징 올림픽         | 하드 | 페르난도 곤잘레스 | 6–3, 7–6(7–2), 6–3 |
| 4위  | 2016 | 리우데자네이루 올림픽 | 하드 | 니시코리 케이     | 2–6, 7–6(7–1), 3–6 |

#### 복식
| 결과 | 연도 | 대회                  | 코트 | 파트너        | 상대                        | 스코어        |
| 우승 | 2016 | 리우데자네이루 올림픽 | 하드 | 마르크 로페스 | 플로린 메르기 호리아 테카우 | 6–2, 3–6, 6–4 |

## 기록
- 다음의 기록들은 오픈 시대에 달성된 것들이다.

| 그랜드 슬램                                 | 연도                       | 기록 내용                                                                  | 타이 기록                                           |
| ------------------------------------------- | -------------------------- | -------------------------------------------------------------------------- | --------------------------------------------------- |
| 호주 오픈 프랑스 오픈 윔블던 US 오픈 올림픽 | 2008, 2010                 | 커리어 골든 슬램                                                           | 안드레 애거시                                       |
| 호주 오픈 프랑스 오픈 윔블던 US 오픈        | 2010                       | 커리어 그랜드 슬램                                                         | 로드 레이버 안드레 애거시 로저 페더러 노박 조코비치 |
| 프랑스 오픈 윔블던 올림픽 호주 오픈         | 2008~2009                  | 올림픽 단식 금메달 및 잔디, 클레이, 하드 코트 그랜드 슬램 타이틀 동시 보유 | 단독 기록                                           |
| 프랑스 오픈 윔블던 호주 오픈                | 2008~2009                  | 잔디, 클레이, 하드 코트 그랜드슬램 타이틀 동시 보유                        | 로저 페더러 노박 조코비치                           |
| 몬테카를로 마스터스 — 마드리드 마스터스     | 2005~2017                  | 마스터스 시리즈 최다 우승 (30)                                             | 노박 조코비치                                       |
| 프랑스 오픈                                 | 2005~2008, 2010~2014, 2017 | 10회 우승                                                                  | 단독 기록                                           |
| 프랑스 오픈                                 | 2010~2014                  | 5년 연속 우승                                                              | 단독 기록                                           |
| 프랑스 오픈                                 | 2010~2014                  | 5년 연속 결승 진출                                                         | 단독 기록                                           |
| 프랑스 오픈                                 | 2010~2015                  | 39경기 연승                                                                | 단독 기록                                           |

그외 주요 기록들은 다음과 같다.
1. 클레이 코트 경기 최다 연승: 81 경기 (2005년 4월 11일 - 2007년 5월 20일)
2. 생애 처음 출전한 프랑스 오픈에서 우승: 매츠 빌랜더(1982)와 타이 기록.
3. 10대에 세계 랭킹 2위 이상에 오른 3명의 선수 중 한 명(1973년 이후).
4. 한 해에 프랑스 오픈과 윔블던에서 모두 우승한 3명의 선수 중 한 명(오픈 시대).
5. 한 해에 프랑스 오픈, 윔블던, 올림픽 테니스 단식에서 모두 우승(2008).
6. “treble” 달성: 한 해에 프랑스 오픈, 퀸즈 클럽 대회, 윔블던에서 모두 우승(2008).
7. 가장 많은 우승을 기록한 10대 선수: 비외른 보리와 타이 기록(16회 우승).
8. 한 시즌 가장 많은 우승을 기록한 10대 선수: 11회 우승(2005).
9. 가장 많은 연승을 기록한 10대 선수(오픈시대): 24경기 연승(2005)
10. 한 해에 3가지 종류의 코트(잔디, 클레이, 하드) 그랜드 슬램 대회에서 모두 우승한 최초의 선수(2008)
11. 한 대회 8년 연속 우승(오픈 시대): 몬테카를로 마스터스(2005-2012)
12. 몬테카를로 마스터스 8년 연속 우승(2005-2012)
13. 로마 마스터스 7회 우승
14. 9개 마스터스 시리즈 결승에 모두 진출
15. 19회 연속 마스터스 시리즈 대회 8강 이상 진출: 2008 함부르크 마스터스 - 2010 마드리드 마스터스
16. ATP 월드 투어 마스터스 1000 대회 결승에서 1게임만 잃고 승리: 2010년 몬테카를로 마스터스에서 페르난도 베르다스코를 상대로 6-0, 6-1로 승리
17. 한 개 마스터스급 대회에서 8년 연속 우승: 몬테카를로 마스터스(2005-2012)
18. 총 500회 미만의 경기에서 400승 기록: 401승 91패
19. 한 해에 3개 클레이 코트 마스터스급 대회에서 모두 우승
20. 3개 마스터스급 대회에서 연속 우승(코트 종류에 무관)

## 기타
라파엘 나달은 기아와 국제 홍보대사 계약을 맺고 이 회사의 광고모델로 활동 중이다. 기아는 2008년 나달이 우주괴물과 테니스 대결을 펼치는 내용의 클레이 애니메이션 광고를 선보였다.

## 같이 보기
- 로저 페더러